# Montagnes Valdôtaines
Montagnes Valdôtaines è una canzone popolare valdostana in lingua francese, che è stata adottata quale inno ufficiale della Regione autonoma, con l'armonizzazione di Teresio Colombotto. La sua popolarità rispetto ad altre canzoni popolari valdostane è dovuta al fatto che per decenni è stata la sigla del notiziario radiofonico La voix de la Vallée, trasmesso dalla sede regionale della RAI.

## Storia
L'autore della melodia è Alfred Roland, inviato nel 1832 a Bagnères-de-Bigorre, nei Pirenei francesi. La canzone originariamente ha per titolo Tyrolienne des Pyrénées o Montagnes Pyrénées.
Il testo adattato alla Valle d'Aosta è opera della poetessa valdostana Flaminie Porté (1885-1941), conosciuta anche con lo pseudonimo Sœur Scholastique. La Legge regionale 16 marzo 2006, n. 6, all'articolo 8 stabilisce che Il canto tradizionale Montagnes valdôtaines è riconosciuto quale inno della Regione. Il testo adottato è stato quello definito dalla Fondazione Istituto Musicale della Valle d'Aosta.

## Testo
Montagnes valdôtaines,

Vous êtes mes amours.

Hameaux, clochers, fontaines,

Vous me plairez toujours.

Rien n'est si beau que ma patrie.

Rien n'est si doux que mon amie.

Ô montagnards (bis) !

Chantez en chœur (bis) !

De mon pays (bis)

la paix et le bonheur !

Halte là ! Halte là ! Halte là !

Les montagnards (bis)

Halte là ! Halte là ! Halte là

Les montagnards sont là !
Montagne Valdostane,

Siete i miei amori.

Villaggi, campanili, fontane,

Mi piacerete sempre.

Niente è così bello come la mia patria.

Niente è così dolce come la mia amica.

O, montanari!

Cantate in coro!

Del mio Paese

La pace e la felicità.

Altolà! Altolà! Altolà!

I montanari

Altolà! Altolà! Altolà!

I montanari son qua!